# Битва біля Сен-Кантена (1914)
Битва біля Сен-Кантена (1914) (нім. Schlacht bei St. Quentin (1914), також битва при Гізі фр. 1ere Bataille de Guise) — одна з битв, що відбувалася в ході Великого відступу союзних військ в кампанії 1914 року на початковому етапі Першої світової війни.

## Історія

### Передумови
У ніч на 26 серпня 1914 року, після чергової поразки у ході боїв біля Ле-Като, союзники змушені були відступити далі на південь до Сен-Кантена. Переслідувані переможною 2-ю німецькою армією Карла фон Бюлова, сили 5-ї французької армії 27 серпня стояли фронтом на північ проти свого німецького ворога. Оскільки британці під командуванням сера Джона Френча так само відступали ліворуч (після програшних битв при Монсі та Ле-Като), утворився провал у бойових порядках союзних армій. У зв'язку з відступом, що продовжувався по всій лінії зіткнення, головнокомандувач французьких військ Жозеф Жоффр віддав командувачу 5-ї армії, генералу Шарлю Ланрезаку, наказ організувати та провести контрудар по наступаючих кайзерівських військах. Метою цього удару було стримати наступ німців у проломі в оперативній побудові військ Антанти, що сягав 6,5 км між 4-ю французькою армією на правому фланзі та Британськими експедиційними силами на лівому фланзі.
Таким чином, французький головнокомандувач Жозеф Жоффр вирішив створити лінію контрнаступу союзників поздовж річки Ена; однак Ланрезак, видатний французький довоєнний військовий стратег, спочатку відмовився від розпорядження Жоффра просуватися на північний захід між Гізом і Сен-Кантеном. Потрібен був особистий візит грізного (і сильного) Жоффра до штабу армії, щоб переконати Ланрезака, що просування на північний захід дасть французам виграти достатньо часу для передислокації нової 6-ї французької армії на північному фланзі Західного фронту.
Дуглас Гейґ, який на той час командував I корпусом BEF, спочатку запропонував підтримку французам, але його швидко відмовив від підтримки французів сер Джон Френч.
Маневр і перегрупування формувань 5-ї армії зайняв більшу частину 28 серпня. В результаті чого її бойовий порядок змінився з фронту на північ у західний напрямку напроти Сен-Кантена.

### Битва
28 серпня французи почали контрнаступ північніше на Гіз, спочатку двома корпусами на правому крилі (I та X корпуси), при цьому два інші корпуси (III та XVIII корпуси) одночасно атакували в центрі бойового порядку армії Ланрезака у напрямку на Монтіні. Однак, Карл фон Бюлов, командувач 2-ї німецької армією, що наступала на цьому напрямі, своєчасно дізнався про контрудар противника із захоплених паперів полоненого французького офіцера і підготувався до ворожого маневру. Атаку французького XVIII корпусу 5-ї армії на Сен-Кантен було відбито, французи зазнали великих втрат, але X і III корпуси, діючи праворуч, були скоординовані командиром I корпусу генералом Луї Франше д'Еспере. В результаті їхніх узгоджених дій французам вдалося досягти успіху на напряму Гіза і змусити німців, включаючи Гвардійський корпус, відступити.
Бюлов виявив, що його 2-га армія була розділена Уазою, що давало можливість охопити атакуючих французів контрударами з обох флангів. Але, ризик того, що французи можуть використати 15-кілометровий розрив, що утворився між внутрішніми флангами 2-ї армії, й завдати йому випереджальний удар, змусив Бюлова обрати більш обережну тактику й уникнути такої загрози, тому він наказав корпусам на внутрішніх флангах зблизитися та контратакувати французький Х корпус. Пізніше вдень французькі атаки були відбиті, і 14-й дивізії було наказано наступати з району Сомми, щоб втрутитися в бій. Командир дивізії проігнорував наказ дати дивізії відпочити і підготуватися до наступу на Ла-Фер, щоб ударити з тилу формування французької 5-ї армії. Генерал-лейтенант Карл фон Айнем, командир VII корпусу, був усунутий з посади, і всім корпусам 2-ї армії було наказано атакувати та здобути перемогу. Бюлов повідомив про результати битви Верховному командуванню (нім. Oberste Heeresleitung (OHL) по радіо як про перемогу. Але вночі по захоплених документах противника було виявлено, що 6½ німецьких дивізій було атаковано тринадцятьома французькими дивізіями. Бюлов послав штабного офіцера до 1-ї армії (генерала Александра фон Клюка) з проханням підтримати його атаки 30 серпня. Виникли сумніви, що Гвардійський корпус має спроможності атакувати вранці через виснаження, і тому командувачу було дозволено відійти за Уазу в разі необхідності. Таким чином, можливість охопити французький лівий фланг була упущена і спроба здобути тактичну перемогу на цьому відтинку фронту була перенесена на наступний ранок.
Попри успіх у захопленні Ланрезаком Гіза, позиції 5-ї французької армії виявилися ненадійним і в разі завдання німцями потужного удару могли впасти. Тому Жоффр дозволив армії відступити пізніше вечором 30 серпня; це було реалізовано наступного ранку, і Ланрезак подбав про те, щоб зруйнувати мости Уаза після їх подолання.

### Наслідки
Широка громадськість у Франції розцінила цю битву як звичайну поразку, незважаючи на докази протилежного. Попри це, наслідками битви стало подальше погіршення репутації Ланрезака (його врешті-решт було звільнено), хоча його дії в битві біля Сен-Кантена, безсумнівно, затримали просування фон Бюлова на Париж і виграло час, який Жоффр ефективно використав, посиливши французьку оборону.